# حرب التسع سنوات
كانت حرب السنوات التسع (بالإنجليزية: Nine Years' War)‏ (من عام 1688 – حتى عام 1697)، وغالبًا ما يُطلق عليها اسم حرب التحالف الكبير أو حرب عُصبة أوغسبورغ، نزاعًا بين لويس الرابع عشر ملك فرنسا واتحاد أوروبي يتألف من الإمبراطورية الرومانية المقدسة (بقيادة النمسا)، والجمهورية الهولندية، وإسبانيا، وإنجلترا، ودوقية سافوي. نشب القتال في أوروبا والبحار المحيطة، في شمال أميركا والهند. تُعتبر في بعض الأحيان أول حرب عالمية. ضم النزاع الحرب الوليمية في إيرلندا وثورات اليعاقبة في اسكتلندا، حيث كافح وليم الثالث وجيمس الثاني للسيطرة على إنجلترا وأيرلندا، وحملة في شمال أميركا المُستعمر بين المستوطنين الفرنسيين والإنجليز وحلفاء كل منهما من السكان الأصليين، يطلق عليها الأمريكيون اليوم حرب الملك وليم.
بزغ لويس الرابع عشر منذ الحرب الفرنسية الهولندية عام 1678 بصفته أقوى ملك في أوروبا، ملك ذو ملكية مطلقة ظفر بعددٍ مهول من الانتصارات. باستخدام خليط من العنف وسياسات الضم والوسائل شبه القانونية، شرع لويس الرابع عشر بتوسيع مكاسبه لإحلال الاستقرار على حدود فرنسا وتعزيزها، وبلغ الأمر أوجه في حرب لم الشمل (في عامي 1683 – 1684). ضمنت هدنة راتسيبون حدود فرنسا الجديدة مدة عشرين عامًا، لكن تصرفات لويس الرابع عشر اللاحقة – لا سيما إصداره مرسوم فونتينبلو (المرسوم الملغلي لمرسوم نانتيس) عام 1685 – قادت إلى تدهور هيمنته العسكرية والسياسية. كان قرار لويس الرابع عشر باجتياز نهر الراين في سبتمبر من عام 1688 مُصممًا لتوسيع نفوذه والضغط على الإمبراطورية الرومانية المقدسة لقبول مطالبه الإقليمية والسُلالية. عزم ليوبولد الأول وأمراء ألمانيا على المقاومة، وعندما أشرك برلمان هولندا ووليم الثالث الهولنديين والإنجليز في الحرب ضد فرنسا، واجه الملك الفرنسي تحالفًا قويًا كان هدفه كبح جماح طموحاته.
وقع الاقتتال الرئيسي حول حدود فرنسا في الأراضي المنخفضة الإسبانية، والراينلاند، ودوقية سافوي، وكتالونيا. كان القتال عمومًا لصالح جيوش لويس الرابع عشر، لكن بحلول عام 1696 وقعت بلاده فريسة أزمة اقتصادية. وكانت القوى البحرية (إنجلترا وجمهورية هولندا) مرهقتان ماليًا أيضًا، وعندما انشقت سافوي عن التحالف، حرصت كل الأطراف على التفاوض لتسوية الأمور. تحت ظل شروط معاهدة رايسفايك (عام 1697) احتفظ لويس الرابع عشر بألزاس كاملةً لكن كان لزامًا عليه إعادة دوقية لورين إلى حاكمها والتنازل عن أي مكاسب على الضفة اليمنى من نهر الراين. قبل لويس الرابع عشر أيضًا مُلكية وليم الثالث الحقة على إنجلترا، بينما حصل الهولنديون على نظام حصن حاجز في الأراضي المنخفضة الإسبانية بغية تأمين حدودهم. ومع اقتراب السقيم الأبتر كارلوس الثاني ملك إسبانيا من نهايته، أوقع نزاع جديد حول وراثة الإمبراطورية الإسبانية كلًا من لويس الرابع عشر والتحالف الكبير في براثن حرب الخلافة الإسبانية.

## خلفية عن الأعوام بين 1678 و1687
سعى لويس الرابع عشر ملك فرنسا في السنوات التي عقبت الحرب الفرنسية الهولندية (بين عامي 1672 و1678) – وقد كان وقتها في ذروة سطوته – إلى فرض الوحدة الدينية في فرنسا، وإلى تمتين حدوده وتوسيعها. كان لويس الرابع عشر قد استحق مجده الشخصي بالفعل باحتلاله أراض جديدة، لكنه لم يعُد مستعدًا لتتبع سياسة عسكرية مفتوحة النهاية مثل التي اتبعها في عام 1672، بل اعتمد بدلًا عن ذلك على تفوق فرنسا العسكري الواضح في تحقيق عدة أهداف إستراتيجية على طول حدوده. بعد إعلانه «ملك الشمس»، تحوّل لويس الذي غدا أكثر نضوجًا – مدركًا أنه فشل في تحقيق نتائج حاسمة ضد الهولنديين – من الغزو إلى التأمين، مستخدمًا التهديد بدلًا عن الحرب المفتوحة لترهيب جيرانه ودفعهم إلى الخضوع.
طور لويس الرابع عشر، إلى جانب كبير مستشاريه لوفوا ووزيره الأجبني كولبرت دي كرواسي وخبيره التقني فوبان، إستراتيجية فرنسا الدفاعية. أيد فوبان فكرة منظومة من حصون منيعة على طول الحدود من شأنها صد أعداء فرنسا. لبناء منظومة لائقة، بكل الأحوال، كان الملك بحاجة اكتساب المزيد من الأراضي المجاورة بغية تشكيل خط هجوم متين. يزيد هذا الترشيد للحدود من قابلية الدفاع عنها ويُعرّف بصورة أكثر وضوحًا فعلًا سياسيًا في الوقت نفسه، مع ذلك، خلق الأمر أيضًا مفارقةً تتمثل في أنه رغم كون أهداف لويس النهائية دفاعية، لكنه طاردها بوسائل عنيفة. أحكم الملك قبضته على الأراضي الضرورية باستراتيجية تعرف اليوم بلم الشمل: وهي إستراتيجية تضم الشرعوية والعجرفة والعنف.

### لم الشمل
منحت معاهدة نايمخن (عام 1678) وسابقتها معاهدة وستفاليا (عام 1648) لويس الرابع عشر مسوغًا ليقوم بلم الشمل. كافأت هاتان المعاهدتان فرنسا بمكاسب إقليمية، لكن بسبب تقلبات اللغة (مثلما كان الحال مع معظم معاهدات تلك الفترة) كانتا مبهمتين ومتناقضتين بصورة ملحوظة، ولم توضحا خطوط الحدود بالضبط أبدًا. أدى هذا الإبهام غالبًا إلى ترجمات مختلفة للنص ونتج عن ذلك نزاعات طويلة الأمد حول المناطق الحدودية – يكسب طرف بلدة أو منطقة فيُطلق عليها «تبعيات»، وغالبًا لم تكن ماهية هذه التبعيات واضحة. كانت الآلية المطلوبة للبت في هذه الالتباسات الإقليمية ساريةً فعلًا بواسطة أعضاء برلمان متز (تقنيًا كانت «غرفة لم الشمل» فحسب)، وبرلمان بيزنسون، ومجلس أعلى في باريزاخ، وتتعامل بالترتيب مع دوقية لورين، وفرانش كونته، وألزاس. بصورة غير مفاجئة، كانت نتيجة هذه المجالس عادةً لصالح لويس الرابع عشر. بحلول عام 1680 فُصلت مقاطعة مونتبيليار (الواقعة بين فرانش كونته وألزاس) عن دوقية فورتمبورغ، وبحلول أغسطس، كان لويس الرابع عشر قد أمن كامل ألزاس باستثناء ستراتسبورغ. سرعان ما طالبت غرفة لم الشمل في متز بالأراضي المحيطة بالأسقفيات الثلاث في متز وتول وفيردن، ومعظم دوقية لوكسمبورغ الإسبانية. حُوصر لاحقًا حصن لوكسمبورغ بنية ضمه بصفة جزء من حدود لويس الرابع عشر التي يستطيع الدفاع عنها.
في يوم 30 سبتمبر من عام 1681، أحكم جنود فرنسيون السيطرة على ستراتسبورغ وكيهل، نقطتها الحدودية على الضفة اليمنى من نهر الراين، ما أصبح جسرًا استغله جنود الإمبراطورية الرومانية المقدسة بانتظام خلال المراحل الأخيرة من الحرب الهولندية. وباستحواذ الفرنسيين على المدينة الإمبراطورية بالقوة أصبحوا مسيطرين على اثنتين من ثلاث نقاط عبور على نهر الراين (الأخرتين كانتا بريزاخ، التي كانت تحت سيطرة فرنسية فعلًا، وفيليبسبورغ، التي خسرها لويس الرابع عشر في  معاهدة نايمخن). زحفت القوات الفرنسية إلى كازالي في شمال إيطاليا في اليوم نفسه الذي سقطت فيه ستراتسبورغ. لم يُؤخذ الحصن عبر عملية لم الشمل لكن جرى شراؤه مسبقًا من دوق مانتوا، الأمر الذي مكن الفرنسيين، إلى جانب استحواذهم على بينيرولو، من إخضاع فيتوريو أميديو الثاني، دوق سافوي، وتهديد دوقية ميلانو الإسبانية (إنظر الخريطة أدناه). كانت كل مطالب لم الشمل وعمليات الضم التي قام بها نقاط دخول وخروج مهمة بين فرنسا وجيرانها، وحصنت جميعها مباشرةً على يد فوبان وضُمت إلى منظومة حصونه.
وهكذا، اقتطع لم الشمل حدودًا من تخوم البلاد التي تشكل اليوم دولة ألمانيا، فعززت عمليات الضم سلطة فرنسا في إيطاليا. لكن سعي لويس الرابع عشر إلى تشييد حدوده المنيعة مثّل إنذارًا للدول الأوروبية الأخرى، مفاده أن الحرب الشاملة آتية لا محالة، وهي الحرب التي سعى لويس نفسه إلى تجنبها. لم تشمل تحصينات لويس كافة التخوم الحدودية فحسب، بل عكست سلطة وسطوة فرنسا أيضًا. أمل اثنان فقط من رجال الدولة في معارضة لويس الرابع عشر. الأول هو وليام الثالث من أورانج، ستاتهاودر أقاليم هولندا المتحدة والزعيم العريق للمعارضة البروتستانتية، والثاني هو ليوبولد الأول رأس الإمبراطورية الرومانية المقدسة، وهو الزعيم الذي اشتُهر بمعارضته وجود القوات الفرنسية في الإمبراطورية الرومانية المقدسة وأوروبا الكاثوليكية. أراد الرجلان التصرّف، لكن احتمال بروز معارضة فعّالة بين عامي 1681 و1682 كان بعيد المنال، خصوصًا أن سكان أمستردام البرجوازيين أرادوا تجنب الصراع مع فرنسا. تزامنت تلك الظروف مع إدراك كل من الرجلين حالة الضعف التي تمر بها إسبانيا والإمبراطورية، فكان أمراء ماينتس وترير وكولونيا وساكسونيا وبافاريا -وكذلك فريدرخ فيلهلم ناخب براندنبورغ- مدينين ماليًا لفرنسا.

### القتال على جبهتين
نظر لويس الرابع عشر إلى ليوبولد الأول بصفته عدوّه اللدود والأخطر منذ تدخل الأخير في الحرب الفرنسية الهولندية، على الرغم من عدم وجود سبب منطقي وراء تخوّف لويس. كان ليوبولد الأول ضعيفًا، ومعرضًا لخطر فقدان أراضيه المجرية حينما كان العثمانيون يهددون باجتياح كامل أوروبا الوسطى من الجنوب. شجّع لويس العثمانيين، وساعد في تحفيزهم على احتلال أراضي ليوبولد الأول الهابسبورغية، وأكّد للباب العالي عدم نيّته دعم الإمبراطور. حثّ لويس أيضًا يوحنا الثالث سوبياسكي، ملك بولندا، على عدم دعم الإمبراطور ليوبولد الأول، وضغط على أميرَيْ ترانسيلفانيا والمجر الناقمين على آل هابسبورغ بهدف الانضمام إلى قوات السلطان العثماني وتحرير أراضيهما من الحكم الهابسبورغي، لكنه فشل في هذا المسعى. عندما حاصر العثمانيون فيينا في ربيع عام 1683، لم يقدّم لويس للمدافعين أي مساعدة.
استغل لويس الخطر العثماني في الشرق، فغزا الأراضي المنخفضة الإسبانية في 1 سبتمبر عام 1683، وكرّر حصار لوكسمبرغ بعدما تخلى عنه في السنة الفائتة. طلب الفرنسيون من الإمبراطورية الرومانية المقدسة وكارلوس الثاني ملك إسبانيا الاعتراف بشرعية لم الشمل الذي حدث مؤخرًا، لكن الإسبان لم يرغبوا بوقوع مزيدٍ من الممتلكات تحت ولاية لويس. كانت خيارات إسبانيا العسكرية محدودة للغاية، لكن هزيمة العثمانيين أثناء حصار فيينا في 12 سبتمبر قوّت عزيمة الإسبان. أمل كارلوس بعقد صلح مع ليوبولد الأول في الشرق ومساعدته، فأعلن الحرب على فرنسا في 26 أكتوبر، لكن الإمبراطور قرر الاستمرار في حربه ضد العثمانيين في البلقان، وعقد تسويات في الغرب ولو مؤقتًا. جراء عدة ظروف، كعدم رغبة ليوبولد الأول في القتال على جبهتين، وكبح الحزب المحايد في الجمهورية الهولندية رغبات وليام، وتعنّت ناخب براندنبورغ تجاه تحالفه مع لويس، بدا أن النصر الفرنسي التام نتيجة حتميّة.
كانت حروب لم الشمل قصيرة ومدمّرة. اضطر كارلوس الثاني إلى قبول السلام مع لويس الرابع عشر جراء سقوط كورتريك في أوائل نوفمبر، وسقوط ديكسمويد في ديسمبر ولوكسمبورغ في يونيو عام 1684. وقّعت فرنسا من جهة، وإسبانيا والإمبراطورية الرومانية المقدسة من جهة أخرى،  هدنة ريغنسبورغ في 15 أغسطس، واقتضت الهدنة منح فرنسا كلٍّ من ستراسبورغ ولوكسمبورغ، بينما استرجعت إسبانيا مكاسب حرب لم الشمل (كورتريك وديسكمويد). لم يمثّل القرار سلامًا مطلقًا، إنما هدنة مؤقتة مدتها 20 سنة. على أي حال، امتلك لويس أسبابًا منطقية تدفعه إلى الشعور بالرضا، فكان الإمبراطور الروماني المقدس والأمراء الألمان منشغلين بالحرب في المجر، في حين بقي وليام الثالث معزولًا وضعيفًا في الجمهورية الهولندية، والسبب على الأرجح هو المزاج العام المناصر لفرنسا في أمستردام.

### اضطهاد الهوغونوت
كان موقف فرنسا في ريغنسبورغ عام 1684 قويًا، وسمح لها بفرض إرادتها على أوروبا. لكن مركزها العسكري والدبلوماسي المهيمن بدأ بالتدهور بعد عام 1685. كان إبطال مرسوم نانت على يد لويس الرابع عشر أحد العوامل الرئيسة وراء تحجيم مركز فرنسا، وهو ما أدى إلى تفريق المجتمع البروتستانتي في فرنسا. فرّ أكثر من 200 ألف هوغونوتيٍّ إلى إنجلترا وسويسرا وألمانيا والجمهورية الهولندية، وانتشرت روايات المعاملة الوحشية التي تلقاها الهوغونوت البروتستانتيين على يد ملوك قصر فرساي. كان تأثير هذه السياسة على تناقص أعداد مجتمع الهوغونوت في فرنسا محل جدل، لكن هروب الهوغونوت ساهم في سحق الفصيل المناصر لفرنسا في الجمهورية الهولندية، بسبب انتماء الأخيرة إلى المذهب البروتستانتي. بالإضافة إلى عوامل أخرى أثّرت بشدة على العلاقات التجارية الفرنسية الهولندية، مثل نزوح التجار الهوغونوت والاعتداء على التجار الهولنديين الذين عاشوا في فرنسا. كان لاضطهاد الهوغونوت تأثير آخر على الرأي العام الهولندي، فأدى سلوك ملك فرنسا الكاثوليكي إلى تخوّف الهولنديين من جيمس الثاني، ملك إنجلترا الكاثوليكي الجديد. ارتأى كثيرون في لاهاي أن جيمس الثاني أقرب إلى ابن عمه لويس الرابع عشر، موازنة مع صهره البروتستانتي وليام الثالث، ما سبّب نوعًا من الارتياب، أدى بدوره إلى ضغينة بين لويس ووليام. دفع سلوك لويس -المتمثل بالمطالبات اللامنتهية من الأراضي واضطهاد البروتستانتيين- إلى تبوّأ وليام وحزبه زعامة القرار السياسي في الجمهورية الهولندية، ووضْع أساس التحالفات المضادة لفرنسا، والتي سعى وليام إليها منذ زمنٍ طويل.
سمح جيمس الثاني للهوغونوت بالاستقرار في إنجلترا، لكنه تمتّع أيضًا بعلاقة طيبة مع نظيره الكاثوليكي لويس الرابع عشر، والسبب هو إدراك الملك الإنجليزي أهميّة تلك الصداقة بهدف تمرير إجراءاته المناصرة للكاثوليكية في إنجلترا وسط تخوّف وتشكيك الأغلبية البروتستانتية. في المقابل، عزّز وجود الهوغونوت في إنجلترا الخطاب المعادي لفرنسا، وأدى إلى التحام جبهة الأطراف المرتابة من جيمس بشدة. بالإضافة إلى ذلك، سبّبت الصراعات بين المصالح التجارية الفرنسية والإنجليزية في أمريكا الشمالية خلافًا بين البلدين، تزامنًا مع تنامي الخصام الفرنسي مع شركة خليج هدسون ومستعمرات نيو إنجلاند (إنجلترا الجديدة)، في حين ارتأى الإنجليز أن مزاعم فرنسا المتمثلة بأراضي فرنسا الجديدة تمثّل تعديًا على الممتلكات الإنجليزية في القارة الأمريكية. انتشر هذا التنافس إلى الجانب الآخر من العالم، حيث تصاعدت أعمال القتال بين شركتي الهند الشرقية الإنجليزية والفرنسية.
في ألمانيا، برز ردّ سلبي لدى الكثيرين تجاه اضطهاد الهوغونوت، ما حرّر الأمراء البروتستانتيين من وهم التحالف مع لويس الرابع عشر ضد الممارسات المتعصّبة التي نفّذها آل هابسبورغ الكاثوليكيون. ردّ ناخب براندنبورغ على إبطال مرسوم نانت بإعلان مرسوم بوتسدام، وهو المرسوم الذي دعا فيه الهوغونوت الفارين إلى الاستقرار في براندنبورغ. بالطبع، هناك عوامل أخرى، غير الالتزام الديني، دفعت الناخب والأمراء الألمان الآخرين إلى التحرر من تحالفهم مع فرنسا. زعم لويس الرابع عشر امتلاك الحق في المطالبة بمنتخبية بالاتينات، تحت اسم إليزابيث شارلوت زوجة شقيقه، وهدد لاحقًا بضم كامل راينلاند. هذا ما دفع فريدريخ فيلهلم إلى رفض الإعانات المالية الفرنسية، وإنهاء التحالف مع فرنسا والتوصل إلى اتفاق مع وليام من أورانج، والملك كارل الحادي عشر رأس الإمبراطورية السويدية، فحيّد الأخير خلافاته مع فريدريخ فيلهلم حول منطقة بوميرانيا.